# Танзания на летних Олимпийских играх 2000
Танзания принимала участие в летних Олимпийских играх 2000 года, которые проходили в Сиднее (Австралия) с 15 сентября по 1 октября. Это были девяты летние Олимпийские игры, в которых участвовала Танзания. Страну представляли 4 спортсмена, выступающие в лёгкой атлетике.

## Предыстория
Олимпийский комитет Танзании был признан Международным олимпийским комитетом в 1968 году. На летних Олимпийских Играх 1964 года спортсмены из Танзании представляли Республику Танганьика. За время участия в Олимпийских играх выиграли две серебряные медали на играх в 1980 году. Эти Олимпийские игры в Сиднее были девятыми для Танзании на летних Олимпийских играх. Олимпийские игры 2000 года прошли с 15 сентября по 1 октября, и в них приняли участие 10651 спортсмен, представляющий 199 национальных олимпийских комитета.

## Состав сборной
Четыре спортсмена представляли Танзанию на этих Олимпийских играх. Самым молодым спортсменом, представлявшим страну, был Зебедайо Байо (24 года и 135 дней), самым возрастным — Фокаси Уилброд (30 лет и 151 день). Знаменосцем на церемонии открытия игр была Реститута Джозеф.
 Лёгкая атлетика
1. Зебедайо Байо
2. Анджело Саймон
3. Фокаси Уилброд
4. Реститута Джозеф

## Результаты

### Лёгкая атлетика
Мужчины
Шоссейные дисциплины
| Спортсмен      | Соревнование | Финал     | Финал |
| Спортсмен      | Соревнование | Результат | Место |
| -------------- | ------------ | --------- | ----- |
| Зебедайо Байо  | Марафон      | 2:26:24   | 61    |
| Анджело Саймон | Марафон      | DNF       | DNF   |
| Фокаси Уилброд | Марафон      | DNF       | DNF   |

Женщины
Беговые дисциплины
| Спортсмен        | Соревнование | Пред. забег | Пред. забег | 1/4 финала            | 1/4 финала            | 1/2 финала            | 1/2 финала            | Финал                 | Финал                 |
| Спортсмен        | Соревнование | Результат   | Место       | Результат             | Место                 | Результат             | Место                 | Результат             | Место                 |
| ---------------- | ------------ | ----------- | ----------- | --------------------- | --------------------- | --------------------- | --------------------- | --------------------- | --------------------- |
| Реститута Джозеф | 5000 м       | DNS         | DNS         | завершила выступление | завершила выступление | завершила выступление | завершила выступление | завершила выступление | завершила выступление |
| Реститута Джозеф | 10000 м      | 33:12.18    | 21          | завершила выступление | завершила выступление | завершила выступление | завершила выступление | завершила выступление | завершила выступление |